# Route nationale 18 (Grèce)
Pour les articles homonymes, voir Route nationale 18.
La route nationale 18 (en grec moderne : Εθνική Οδός 18, en abrégé EO18) est une route nationale de la région de l'Épire au nord-ouest de la Grèce.

## Description
La route nationale 18 part relie Igoumenitsa à Préveza et fait partie de la route européenne 55. 
Il part du port d'Igoumenitsa et se termine tunnel sous-marin Préveza-Aktion (en).

## Tracé
| Km    | Agglomérations | Carte interactive                 |
| ----- | -------------- | --------------------------------- |
| 0 km  | Igoumenitsa    | Parcours de la route nationale 18 |
| km    | Margariti      | Parcours de la route nationale 18 |
| km    | Loutsa         | Parcours de la route nationale 18 |
| 96 km | Préveza        | Parcours de la route nationale 18 |

## Galerie

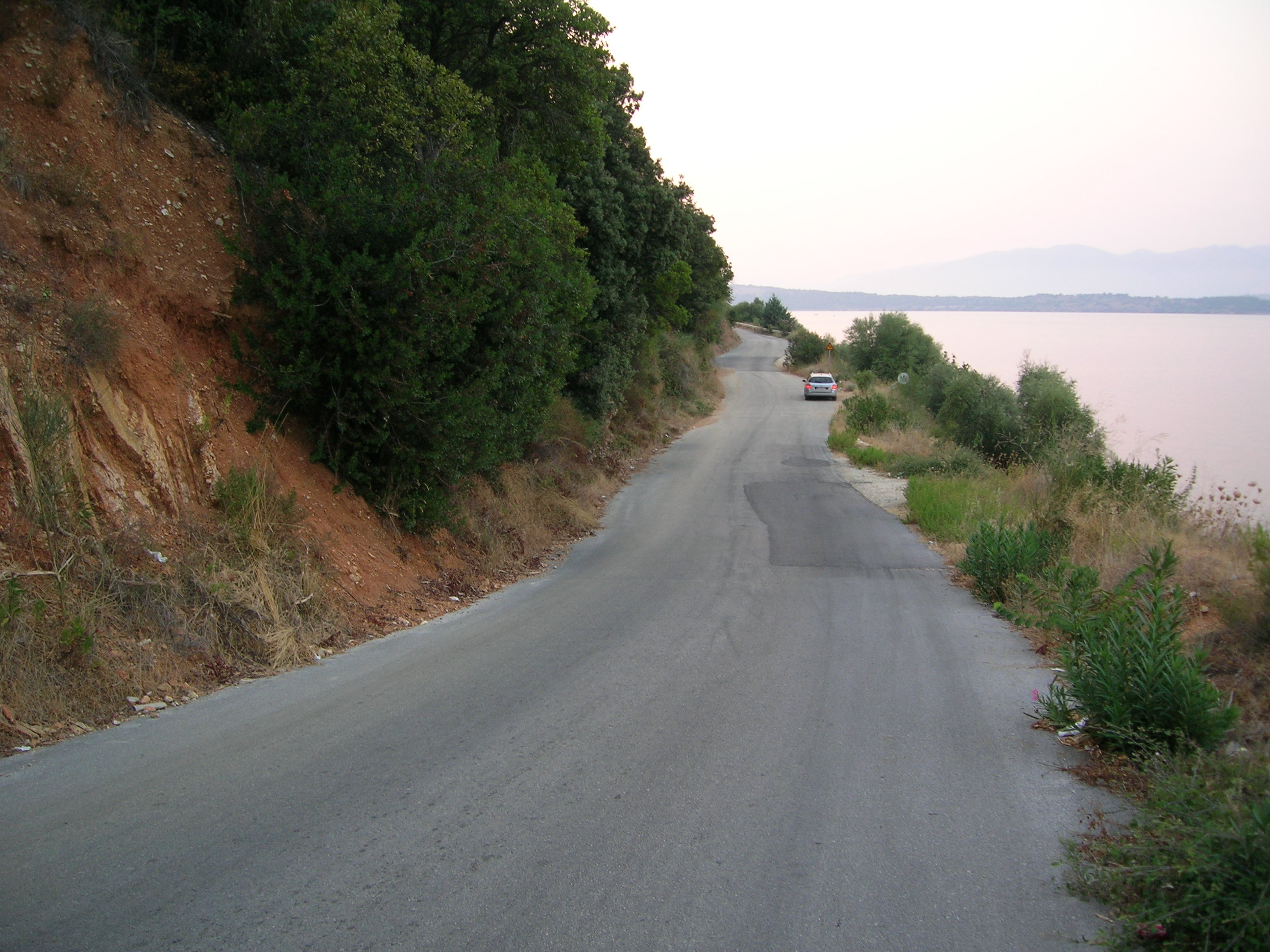
La route EO18 à Igoumenitsa.